# 安藤慶一
安藤 慶一（あんどう けいいち、1989年6月17日 - ）は、日本の俳優・モデル。DOMO所属。
2014年のミスター・ワールド実行委員長賞受賞。2015年のミスター・ワールドではWebジェニック賞を受賞。2016年のミスター・ワールドでは特別賞を受賞。3年連続は日本初。
俳優としては舞台を10数本経験しているが、ロミオ役、ハムレット役など、初舞台からほぼ主演をつとめている。2019年公開の岡元雄作監督作品、LastLoverでは主演として出演し、海外の映画祭でもグランプリを受賞。高い演技力が評価されている
近年では2023年にParis Fashion weekに出演し、パリコレデビュー、2021年公開のインド映画Sam bahadurではオーディションを勝ち抜きメイン日本兵役としての出演。
モデル、俳優として国内外で活動している。

## 略歴・人物
中京大学体育学部体育学科（現、スポーツ科学部）を卒業し、上京。在学中は陸上競技部に所属していた。専門種目は三段跳、十種競技。中学、高校の体育教員免許も取得している。
好きな言葉は心意気、残心、心でしたことは心で帰ってくる。
趣味はツーリングと夜景を見ること。kawasakiのバイクを所持している。特技はアクロバット。
2013年青春バスケットボールミュージカルFAB FIVE THE MUSICALが初舞台で主演の一人を務めた。その後多数のTV、CM、舞台に出演し、2014年には世界三大ミスターコンテストであるミスター・ワールドにて、実行委員長賞を受賞し、2014年ミスター・ワールド日本代表になった。

## 出演

### 出演実績
- ミスター・ワールド2016 日本代表 審査員特別賞[3]
- ミスター・ワールド 2015 日本代表 Webジェニック賞[4]
- ミスター・ワールド 2014 日本代表 実行委員長賞[5]

### 映画
- Last Lover（2020年1月31日公開、アストロサンドウィッチ・ピクチャーズ、監督：岡元雄作） - 主演・長谷部幸希 役　※優美早紀とのダブル主演

### ドラマ
- グ・ラ・メ!〜総理の料理番〜(テレビ朝日 2016年7月)　-レギュラー・総理SP役

### 舞台
- 青春バスケットミュージカル FAB FIVE THE MUSICAL（2013年12月) - 主演・新城　空 役

　同舞台イベント NBLハーフタイムショーダンス　代々木体育館
- つかこうへい作幕末純情伝（2014年3月） - 主演・土方歳三 役
- 新撰組伝2014（2014年8月） - メインキャスト・斎藤一 役
- ロミオ＆ジュリエット （2015年1月） - 主役・ロミオ 役
- 生者必滅デジタイズ（2015年5月） - 主役・クロノ 役
- ハムレット（2015年6月） - 主役・ハムレット 役
- Gold Rush The Musical(2015年12月)　-主役・北原照久 役
- アリスインワンダーランド　- 準主役　帽子屋ハッター　役
- 冬物語(2016年12月) - 主演・リオンディーズ 役
- ミュージカル シンデレラ(2017年9月)　-主演・王子 役
- 朗読劇　バケノカワ(2019年2月)-ゆうくん 役

### CM
- マクドナルド　クォーターパウンダーハバネロトマト、BLT（2013年7月）
- 資生堂　UNOサブキャスト (2013年9月)
- バスキン・ロビンス (2016年5月)
- サイバーエージェント　ペイモ (2017年1月)
- サイバーエージェント　モバイルストライク (2017年2月)
- CP Group Bangkok Thai (2019年5月)
- 三井アウトレットモール木更津 (2020年5月)

### モデル
- Tokyo Fashion Collection パシフィコ横浜　メインステージモデル (2014年7月)
- 上海コレクションPajacolle in Shanghai 日本ゲストモデル(2014年2月)
- International Buskerd Carnival 2015 in 台湾 日本人代表

- MR.WORLD 2014 実行委員長賞
- MR.WORLD 2015 webジェニック賞
- MR.WORLD2016 審査員特別賞
- New Gate Collection x Desigal
- AmazonFashionWeek Tokyo2019 AW X(S.M.L)
- ValetteStudio ParisFashionwe   FW2023/2024
- TerrySingh NewYork Fashion week       SS2024
- ValetteStudio Paris Fashion week           SS2024
- RickOwens Paris Fashion week                SS2025

### バラエティ
- 夜の港を徘徊する
- お願いランキング　2015

### 雑誌
- おしゃれ男子のボディメイキング
- 7日ではらわり！筋トレのコツ！！　(2014年10月)
- UOMO　（2015年9月)
- 東京ウォーカーG.W特大号　(2016年5月)
- CineF magazine 2021 Paris
- goji magazine  2021 web
- fienf magazine 2021 Paris
- LookBook magazine 2022 Paris
- LondonRunway magazine 2022 London
- ROIDX magazine2022 Paris
- WWD 2023 paris
- WWD 2023 NY
- WWD 2024 paris
- Vogue Runway
- Vogue paris